# Jamesbrittenia pristisepala
Jamesbrittenia pristisepala är en flenörtsväxtart som först beskrevs av William Philip Hiern, och fick sitt nu gällande namn av O.M. Hilliard. Jamesbrittenia pristisepala ingår i släktet Jamesbrittenia och familjen flenörtsväxter. Inga underarter finns listade i Catalogue of Life.